# Ледниця (село)
Ледниця (словац. Lednica) — село, громада округу Пухов, Тренчинський край. Кадастрова площа громади — 22.65 км².
Населення 914 осіб (станом на 31 грудня 2020 року).

## Історія
Ледниця згадується 1259 року.

## Населення
| Рік:            | 1994. | 2004.   | 2014.   | 2024.   |
| --------------- | ----- | ------- | ------- | ------- |
| Кількість осіб: | 1067  | 1015    | 965     | 894     |
| Різниця:        |       | -4,87 % | -4,92 % | -7,35 % |

| Рік:            | 2023. | 2024.   |
| --------------- | ----- | ------- |
| Кількість осіб: | 908   | 894     |
| Різниця:        |       | -1,54 % |